# Ana Štěrba-Böhm
Ana Štěrba-Böhm (născută Jenko; n. 9 iunie 1885, Laibach, Austro-Ungaria – d. 22 iulie 1936, Praga, Cehoslovacia) a fost o chimistă slovenă remarcată pentru că a fost prima femeie din Țările Slovene care a obținut o diplomă de Doctor în Chimie.

## Tinerețe și educație
Ana Jenko s-a născut în Ljubljana, pe atunci parte a Austro-Ungariei, într-o familie cu studii superioare. Tatăl ei a fost medicul Ludvik Jenko. Mama ei Terezija Jenko (născută Lenče), a fost, de asemenea, o femeie educată, care a studiat cu Călugărițele Ursuline în Ljubljana și în Bavaria și a petrecut un an la Moscova. Terezija și-a asistat soțul în practica sa, iar cuplul a participat activ la viața culturală slovenă ca promotori ai panslavismului. Au avut patru copii. Toți frații au urmat studii superioare, în special sora Anei, Eleonora, care a devenit prima femeie medic slovenă.
Despre educația timpurie a Anei nu se cunosc prea multe; se spune că ea a urmat prima școală de gimnaziu din Ljubljana ca studentă particulară, care era singura modalitate de înscriere directă la o universitate, deoarece fetele din acea perioadă nu aveau voie să studieze ca eleve obișnuite în școlile gramaticale. După absolvire, s-a înscris la studiile de filosofie de la facultatea de filosofie a Universității Charles-Ferdinand din Praga în 1906, unde a declarat în formularul de înscriere că mai devreme a urmat și cursuri superioare pentru femei la Universitatea de Stat din Sankt Petersburg.
Timp de cinci semestre, a studiat chimia ca studentă extraordinară, apoi ca studentă obișnuită. Printre profesorii ei s-au numărat Bohuslav Brauner⁠(d) (chimie teoretică și fizică), Bohumil Kužma (chimie anorganică) și mai târziu soțul ei Jan Stanislav Štěrba-Böhm (istoria chimiei), dar și cursuri de mineralogie, fizică experimentală, matematică, istoria filozofiei, cehă și limba germană au făcut parte din programa ei școlară. Probabil că și-a petrecut semestrul de vară din 1911 pregătind teza de doctorat pe tema determinării și separării a trei acizi organici: acidul succinic, malic și tartric.
La 22 iulie 1911, și-a luat doctoratul la Facultatea de Filosofie a Universității Carl-Ferdinand din Praga (filiala cehă) după studii majore în chimie și fizică și studii minore în filozofie, cu teza Studii privind determinarea și separarea acizilor: succinic, malic și tartric (Studie o stanovení a dělení kyselin: jantarové, jablečné a vinné). Acest lucru a fost remarcat de mai multe ziare slovene contemporane ei și i-a adus distincția de a fi prima femeie slovenă care a primit un doctorat în științe.

## Viață ulterioară
Anul viitor, la 4 decembrie 1912, Ana Jenko s-a căsătorit cu profesorul ei Jan Stanislav Štěrba-Böhm și i-a luat ambele nume de familie, așa că a început să folosească numele Ana (Anna) Štěrba-Böhm. Jan Stanislav, după ce și-a terminat studiile la Sorbona din Paris la clasa profesorilor Henri Moissan, Pierre Curie și Marie Curie la începutul secolului, probabil a aranjat pregătirea Anei în laboratorul Mariei Curie. Cu toate acestea, Ana Štěrba-Böhm nu a efectuat cercetări independente după căsătorie, ci a susținut cercetările soțului ei cu privire la proprietățile scandiului. Ea nu a semnat ca autor al lucrării pe care au publicat-o împreună în 1914 în revista Zeitschrift für Electrochemie und Angewandte Physikalische Chemie (Jurnal de electrochimie și chimie fizică aplicată), așa cum era o practică obișnuită la acea vreme, dar contribuția ei științifică este atestată în secțiunea de mulțumiri.
În 1914, s-a născut fiul lor, Jan Peter. Jan Peter Štěrba-Böhm a devenit și el chimist și, la fel ca mama sa, a colaborat cu tatăl său la studii chimice. Și-a luat doctoratul în chimie în 1937. Ana Štěrba-Böhm a murit de cancer la 22 iulie 1936 la Praga și este înmormântată la cimitirul Vinohrady de acolo.  Soțul ei a decedat în 1938.